# 岩元駿介
岩元 駿介（いわもと しゅんすけ、1993年2月10日 - ）は、日本の俳優、タレント、アメリカンフットボール選手、YouTuber。ワタナベエンターテインメント所属。元銀行員。
人生で初めて受けたオーディションを通過し、2023年にNetflixドラマ「サンクチュアリ -聖域-」に馬狩役として出演。
otonari福岡SUNS所属の現役アメリカンフットボールの選手でもある。
2024年4月よりテレビ西日本毎週火曜20時「じもちゃんねる」に出演。
2025年1月より九州朝日放送夕方ワイド情報番組「ぎゅっと」の木曜コメンテーターとして出演。
2025年6月より福岡銀行、熊本銀行ニューオートローンDX、らくらくマイカーローンのCMに出演。

## 経歴
福岡県北九州市出身。北九州市立思永中学校、福岡県立小倉高等学校卒業。小学校〜高校までの12年間は柔道部に所属（段位は二段）。
大学進学で上京し、中央大学入学と同時にアメリカンフットボールのキャリアをスタート。
卒業後は社会人アメリカンフットボールチーム「otonari福岡SUNS」でプレー。現在も主力選手として活躍中。
また、俳優、タレントとしても活動しており、「福岡くん。」「アサデス。」「じもちゃんねる」など福岡のローカル番組にも出演。
2025年1月からKBC夕方ワイド情報番組「ぎゅっと」の木曜コメンテーターとして出演するなど、福岡を中心に活動の幅を広げている。

## 出演

### 配信ドラマ
- 「サンクチュアリ -聖域-」（2023年5月、Netflix、監督：江口カン） - 馬狩 役

### ドラマ
- 「キキミミメシ」(2025年3月、テレビ西日本)

### テレビ番組
- 九州朝日放送「アサデス。」
- テレビ西日本「ももち浜ストア」
- 日本テレビ「有吉ゼミ」2021年
- テレビ東京「デカ盛りハンター」2021年、2022年
- テレビ西日本「じもちゃんねる」 2024年
- 九州朝日放送「ぎゅっと」2025年〜
- TVQ九州放送「たくなる」2025年
- TVQ九州放送「はてなのてん」2025年
- TVQ九州放送「ブルーリバーの望むところだ！」2025年

### CM
福岡銀行、熊本銀行「ニューオートローンDX、らくらくマイカーローン」2025年6月〜

### 舞台
- 「それでも夢は見ている〜こりゃもてんばい〜」2024年9月
- 「スクエアなヒトビト」2024年10月
- 「アホい春」2025年2月